# Wladimir Grigorjewitsch Schuchow

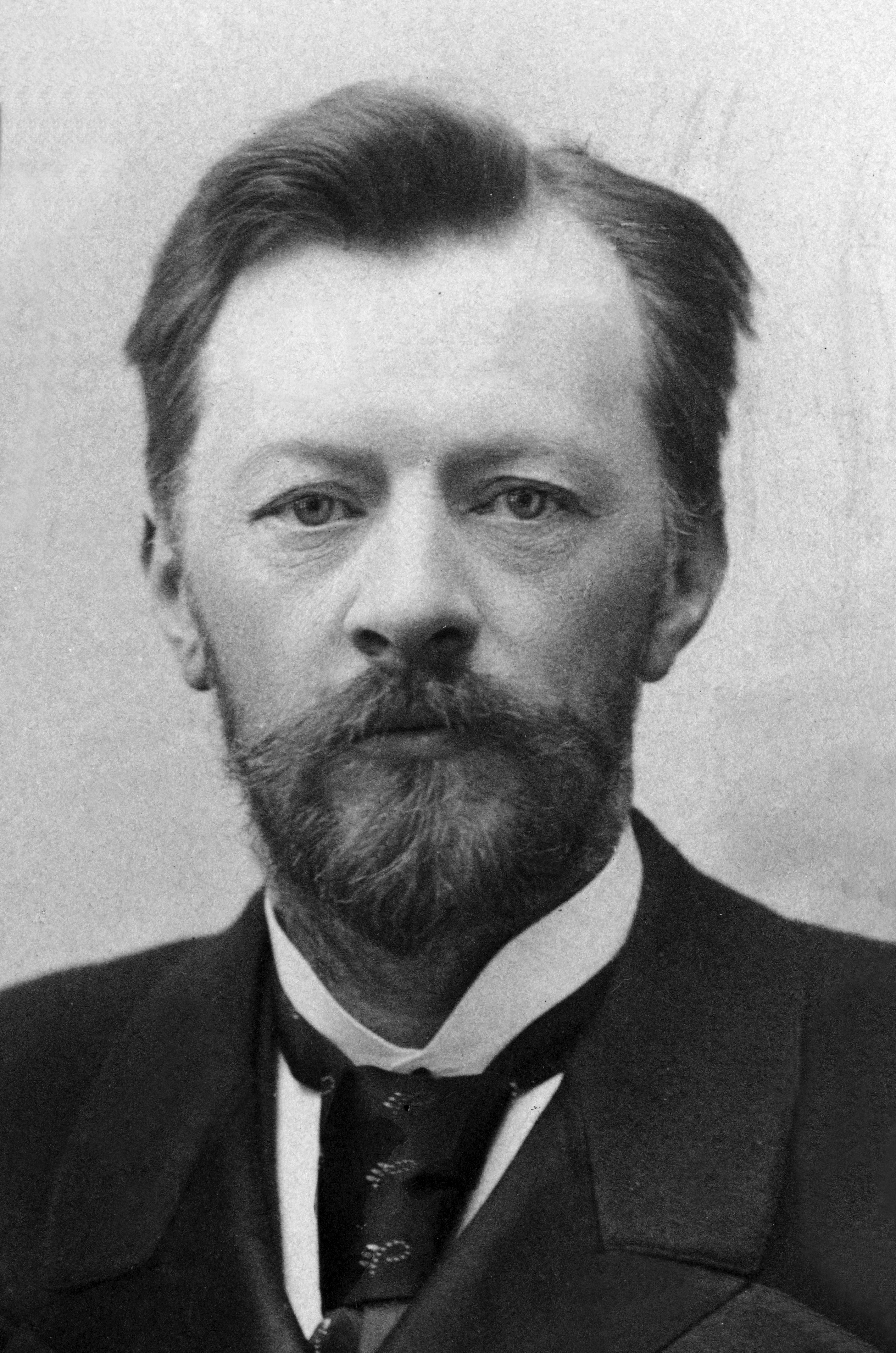
Wladimir Schuchow, 1891

Wladimir Grigorjewitsch Schuchow (russisch Владимир Григорьевич Шухов, wiss. Transliteration Vladimir Grigor'evič Šuchov; * 16. Augustjul. / 28. August 1853greg. in Graiworon nahe Belgorod; † 2. Februar 1939 in Moskau) war einer der herausragenden Konstrukteure des späten 19. und beginnenden 20. Jahrhunderts und gilt bis heute als einer der bedeutendsten Ingenieure Russlands.

## Leben
Schuchow, Sohn des Juristen und Filialleiters der Russischen Staatsbank Grigori Petrowitsch Schuchow und seiner Frau Wera Kapitonowna geb. Poschidajewa, besuchte in den Jahren von 1863 bis 1871 das Gymnasium in Sankt Petersburg, wo sich schon früh seine mathematische Begabung zeigte.
Im Jahr 1871 begann er das Studium am Moskauer Polytechnikum, das er fünf Jahre später mit Auszeichnung durch eine Goldmedaille abschloss. Noch als Student erfand er eine spezielle Einspritzdüse. Ihm wurde anschließend zwar eine Assistentenstelle bei Pafnuti Lwowitsch Tschebyschow angeboten, aber als bester Student wurde er zunächst als Mitglied einer Delegation von Wissenschaftlern in die Vereinigten Staaten zur Centennial Exhibition 1876 in Philadelphia geschickt, um die dortigen Industrie-Erfolge kennenzulernen. Dort machte er die Bekanntschaft Alexander Baris, der schon einige Jahre in den Vereinigten Staaten lebte, am Bau der Ausstellungsgebäude beteiligt war (mit Auszeichnung) und nun die russische Delegation betreute. Insbesondere führte er sie zu metallurgischen Werken in Pittsburgh und Eisenbahnbetrieben. Auch lernte er dort den Chemiker Dmitri Mendelejew kennen, der dort gerade die Erdöltechniken studierte.
Nach der Rückkehr der Delegation aus den Vereinigten Staaten arbeitete Schuchow in den Jahren von 1876 bis 1878 bei der Warschau-Wiener Eisenbahn-Gesellschaft in St. Petersburg als Planer von Lokomotivhallen. Zusätzlich begann er ein Medizinstudium in den Abendstunden an der Militärmedizinischen Akademie in St. Petersburg. Die Doppelbelastung griff allerdings seine Gesundheit an, sodass er schließlich das Medizinstudium aufgab und seine Stelle bei der Warschau-Wien-Gesellschaft kündigte.
Im Jahr 1878 trat Schuchow in den Dienst Alexander Baris, der im Jahr 1877 mit seiner Familie nach Russland zurückgekehrt war und in Moskau ein Baubüro zum Einstieg ins Erdölgeschäft in Baku gegründet hatte. In den Jahren von 1878 bis 1880 leitete Schuchow die Bakri-Filiale in Baku. Im Jahr 1880 wurde er Hauptkonstrukteur und -ingenieur der Firma A. W. Bari.
Die Firma Bari beteiligte sich am Bau der Eisenbahnlinien, zunächst mit Brückenbauten, später auch mit dem Bau von Werkstätten, Lokschuppen, Montagehallen, Fabriken für Lokomotiv- und Wagenbau und Wassertürmen. Neben Brückenkonstruktionen wendete sich Schuchow um 1890 der Entwicklung von Dachkonstruktionen mit minimalem Aufwand an Material, Arbeit und Zeit zu. Für die Allrussische Industrie- und Handwerksausstellung 1896 in Nischni Nowgorod baute die Firma acht Ausstellungshallen und einen Wasserturm. Dafür konstruierte Schuchow neuartige Hängedächer und den Hyperboloid-Gitterturm. Durch sein Auftreten auf der Weltausstellung Paris 1900 wurde er auch in Westeuropa allgemein bekannt. Nach dem Russisch-Japanischen Krieg entwickelte er im Jahr 1910 im Rahmen eines Rüstungsauftrages Minen und eine Lafette für schwere Geschütze. Die Rüstungsproduktion verstärkte sich während des Ersten Weltkrieges.
Im Jahr 1918 emigrierte die Familie Bari im Hinblick auf die sich anbahnende Oktoberrevolution in die Vereinigten Staaten, was Schuchow ablehnte. Nach der Revolution wurde die Firma Bari verstaatlicht und Schuchow wurde Mitglied der Geschäftsleitung, nachdem die Arbeiter ihn zum Chef-Ingenieur gewählt hatten. Noch im selben Jahr bekam er von Lenin den Auftrag für den Bau des Schabolowka-Radioturms, der im Jahr 1922 in Betrieb genommen wurde. Auch war er seit 1918 Mitglied des staatlichen Planungskomitees für Erdölwesen.
Im Jahr 1928 wurde er, der mittlerweile Professor am Moskauer Polytechnikum geworden war, korrespondierendes Mitglied der Russischen Akademie der Wissenschaften und im Jahr 1929 Ehrenmitglied der Akademie sowie Mitglied des Moskauer Stadtrates. Für seine Verdienste erhielt er im Jahr 1929 den Leninpreis.
In den 1930er Jahren beteiligte er sich an den Planungen für die Hüttenwerke in Magnitogorsk, Saporischschja und Kusnezk. Weltweit bemerkt wurde seine Arbeit beim Wiederaufbau der Ulugbek-Madrasa in Samarqand 1932 nach dem Erdbeben mit „Justierung“ eines Minaretts.
Neben seiner Arbeit als Konstrukteur war er ein leidenschaftlicher Fotograf, wobei er sich unterschiedlichen Genres widmete (Reportagefotografie, Stadtlandschaft, Porträt, Konstruktivismus). Ungefähr 2000 seiner Fotos und Negative sind heute noch erhalten.
Schuchow war seit 1894 verheiratet mit Anna Nikolajewna geb. Medinzewa, Tochter eines Eisenbahn-Arztes, und hatte fünf Kinder. Sein Grab befindet sich auf dem Nowodewitschi-Friedhof.

## Werk

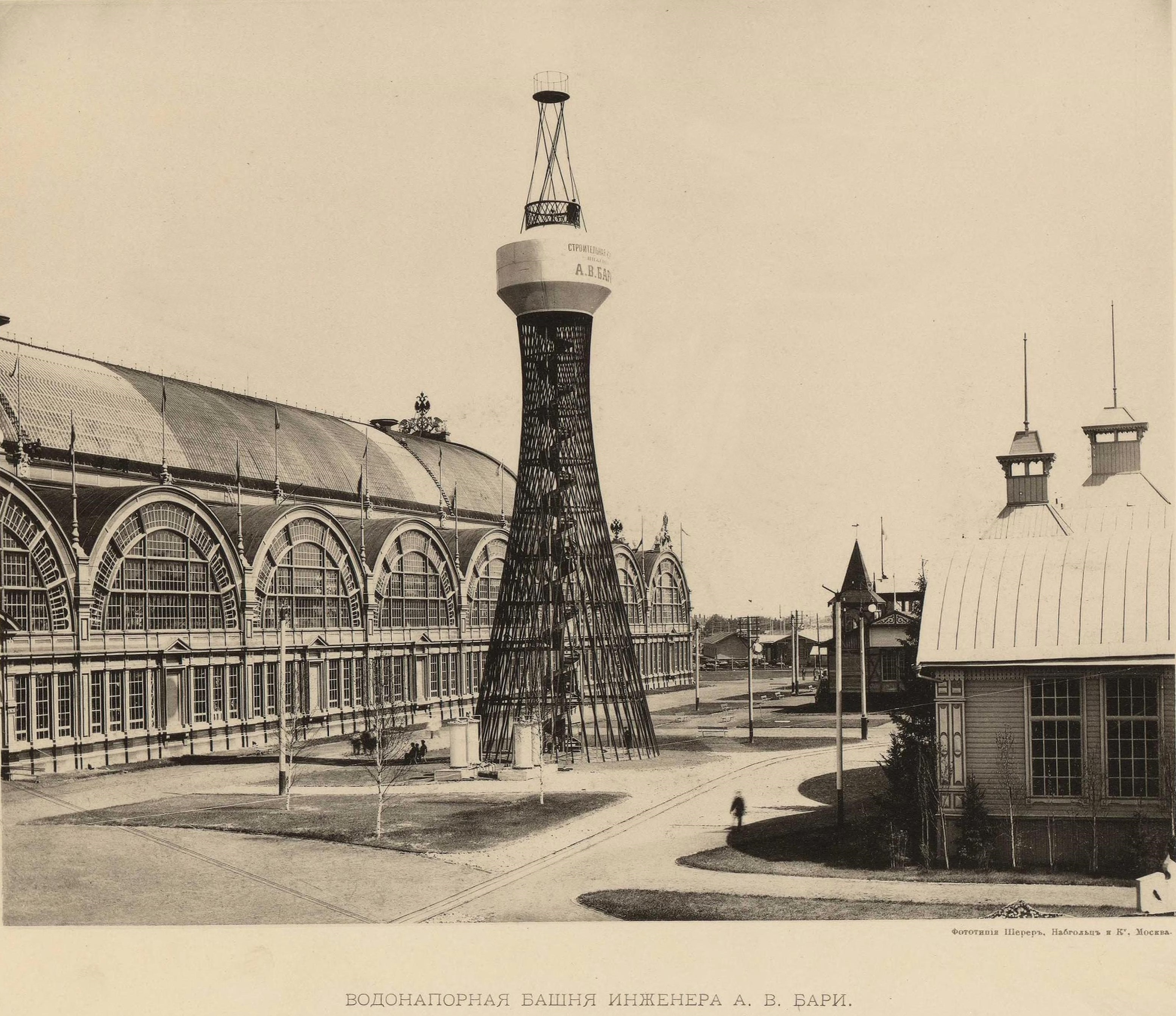
Das weltweit erste Bauwerk in Hyperboloidkonstruktion, 1896

Schuchow war in der Lage, mit geringstem Aufwand an Material und Kosten zu konstruieren. Seine Hängedächer, Bogenkonstruktionen, Seilnetze, Gitterschalen und Gittertürme in Form von Hyperboloiden (er erfand den Stahlnetzturm) waren neuartige Lösungen, die durch ihre Einfachheit und Eleganz der Konstruktion und durch die ungewohnte, kühne Formgebung auffielen. Im Zeitalter der Reformen und der beginnenden Industrialisierung und der darauf folgenden Revolutionszeit war er ein Pionier. Lange vor Frei Otto, Buckminster Fuller und Santiago Calatrava war er ein führender Vertreter der biomorphen, organischen Architektur.
Schuchow war Chefingenieur und Autor des ersten russischen Pipelineprojektes (1878), entwickelte eine industrielle Anlage zum thermischen Cracken von Erdöl (Russisches Reichspatent Nr. 12926 von 1891) und ein Verfahren zur Förderung von Erdöl durch Einpumpen von Luft oder Wasser (Russisches Reichspatent Nr. 11531 von 1889). Er war Konstrukteur eines speziellen Dampfkesseltyps („Schuchow-Kessel“, 1880) und entwarf Tankschiffe für eine Ladekapazität bis zu 12.000 Tonnen. Die von ihm entwickelten zylindrischen Erdöltanks wurden bis zur Oktoberrevolution etwa 20.000 Mal gebaut.
Als Erster setzte er beim Bauen die Form des einschaligen Hyperboloids ein (Russische Reichspatente Nr. 1894, 1895, 1896 vom 12. März 1899). Erstmals zum Einsatz kam eine solche Hyperboloidkonstruktion im Jahr 1896 in Nischni Nowgorod. Nach Schuchows Entwürfen wurden etwa 200 hyperbolische Türme, Antennenmasten und Stützen und mehr als 180 Stahlbrücken gebaut. Solche Hyperboloidkonstruktionen finden sich heute in vielen Städten der Welt, darunter der Schuchow-Radioturm (russisch Шуховская башня), ein 160 Meter hoher Stahlfachwerkturm in Moskau, der hyperbolische Turm im japanischen Hafen Kōbe und das Olympiadach des Architekten Frei Otto im Münchener Olympiapark.

## Bauprojekte
- Schuchow-Radioturm in Moskau

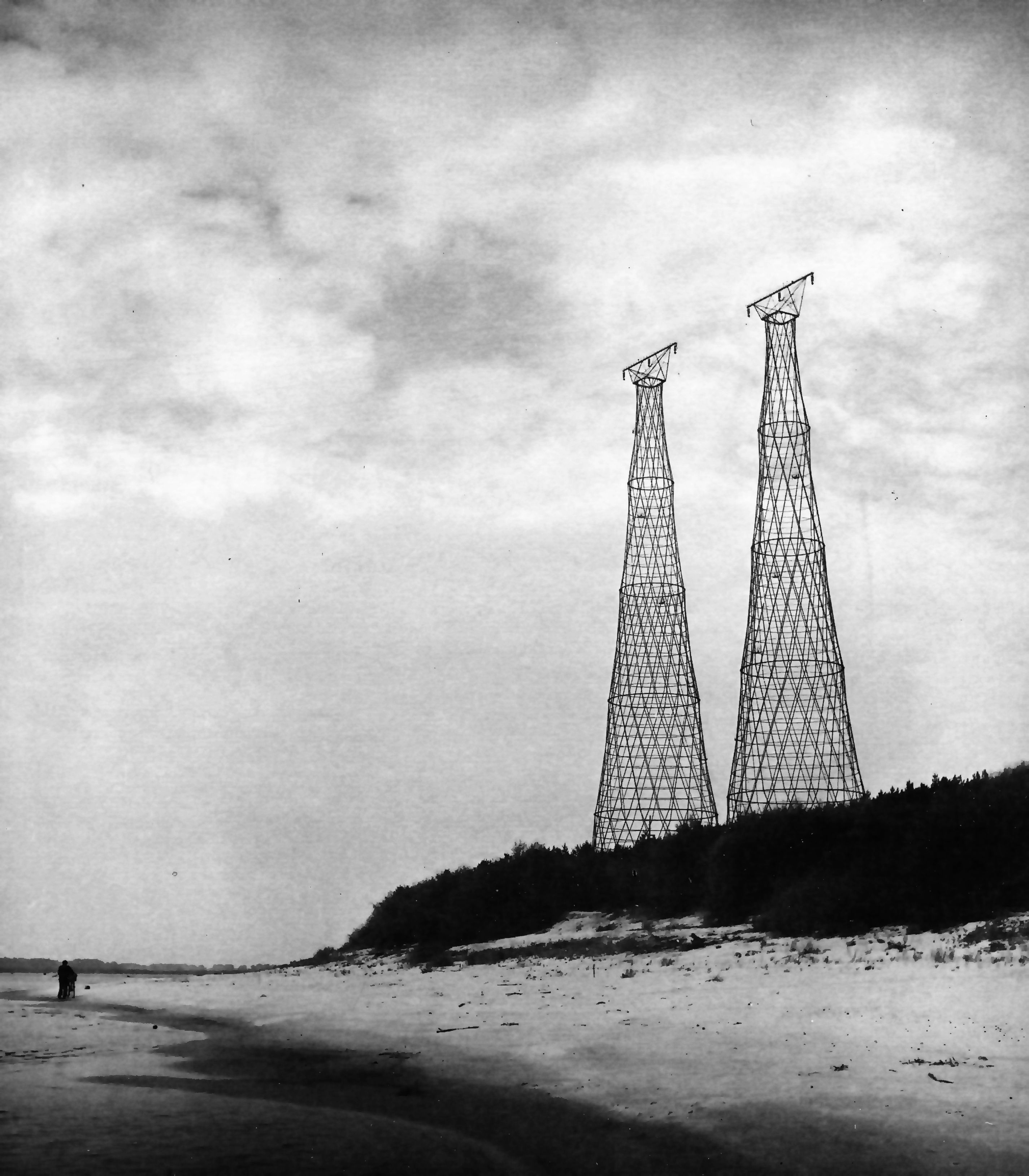
Hyperbolischer NIGRES-Stromleitungsmast am Oka-Ufer, errichtet 1927–1929

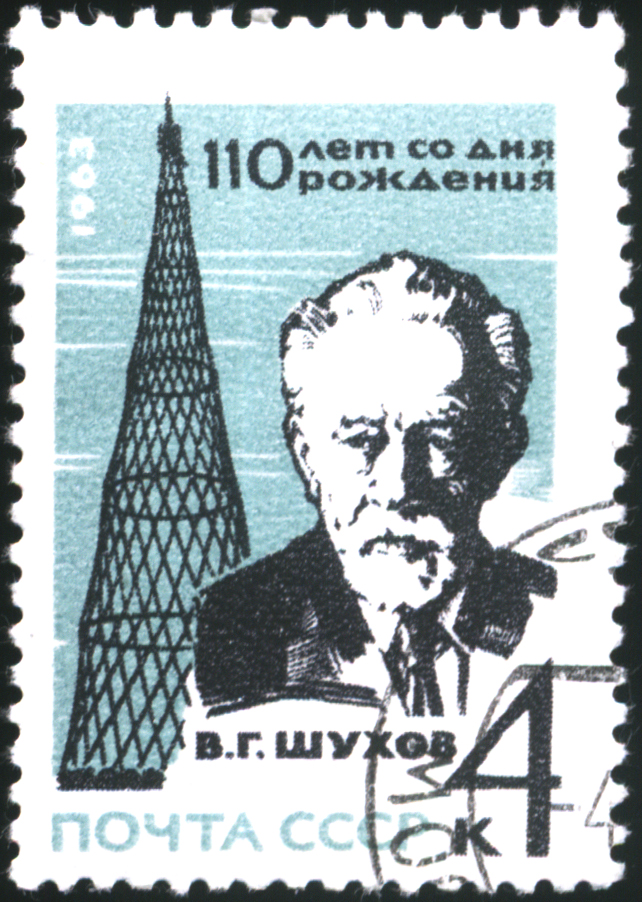
Sowjetische Briefmarke mit einem Porträt Schuchows und dem Moskauer Radioturm (1963)

- Dach des Warenhauses GUM in Moskau
- Dach des Puschkin-Museums in Moskau
- Halle des Kiewer Bahnhofs in Moskau
- Hufeisengarage in Moskau (gemeinsam mit Konstantin Melnikow)
- Seilnetz-Konstruktion für die Allrussische Industrie- und Handwerksausstellung 1896 in Nischni Nowgorod
- Dachkonstruktion einer Zeche[4] in Wyksa
- NIGRES-Stromleitungsmast an der Oka bei Dserschinsk
- Adschihol-Leuchtturm bei Cherson, Ukraine
- Schuchow-Wasserturm Mykolajiw
- Hyperbolischer Wasserturm in Konotop
- Hyperbolischer Wasserturm in Krasnodar
- Hyperbolischer Wasserturm in Lobnja
- Hyperbolischer Wasserturm in Petuschki

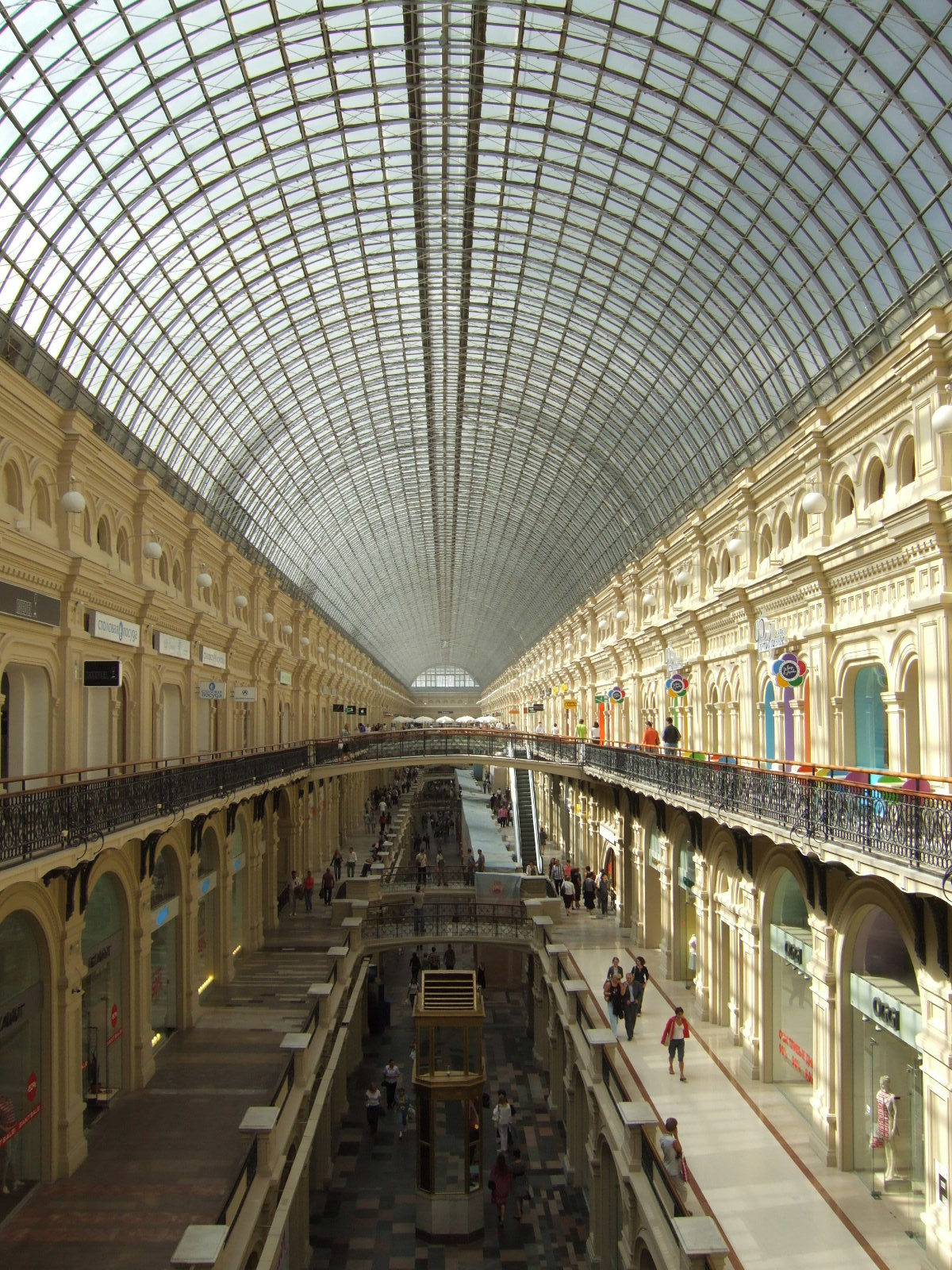
Zweites Obergeschoss des Warenhauses GUM mit Glasdach
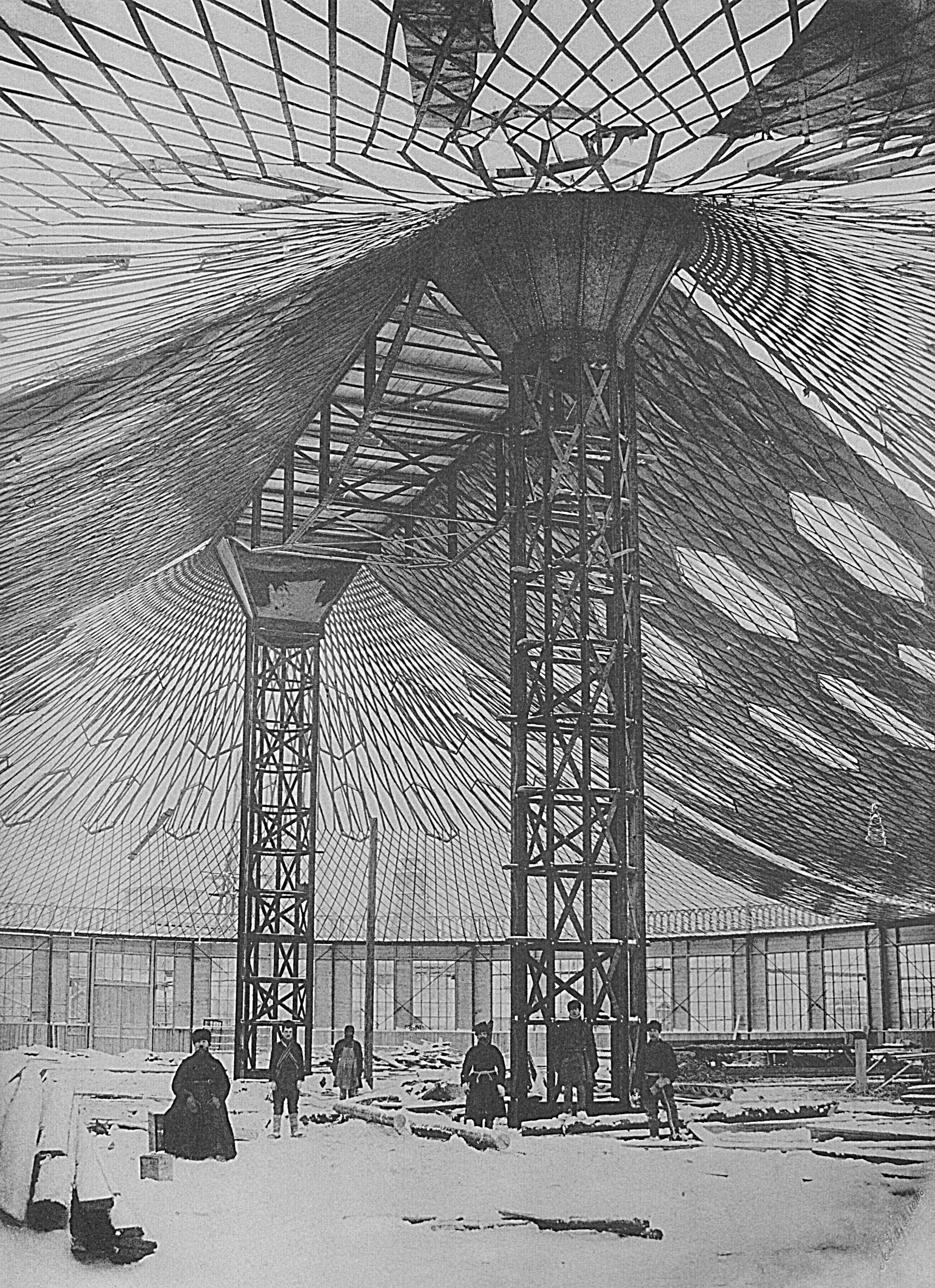
Seilnetz-Konstruktion in Nischni Nowgorod, 1896
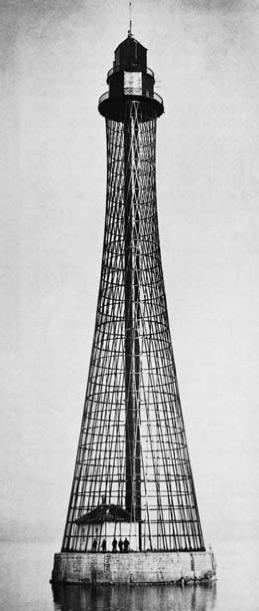
Adschihol-Leuchtturm, 1911
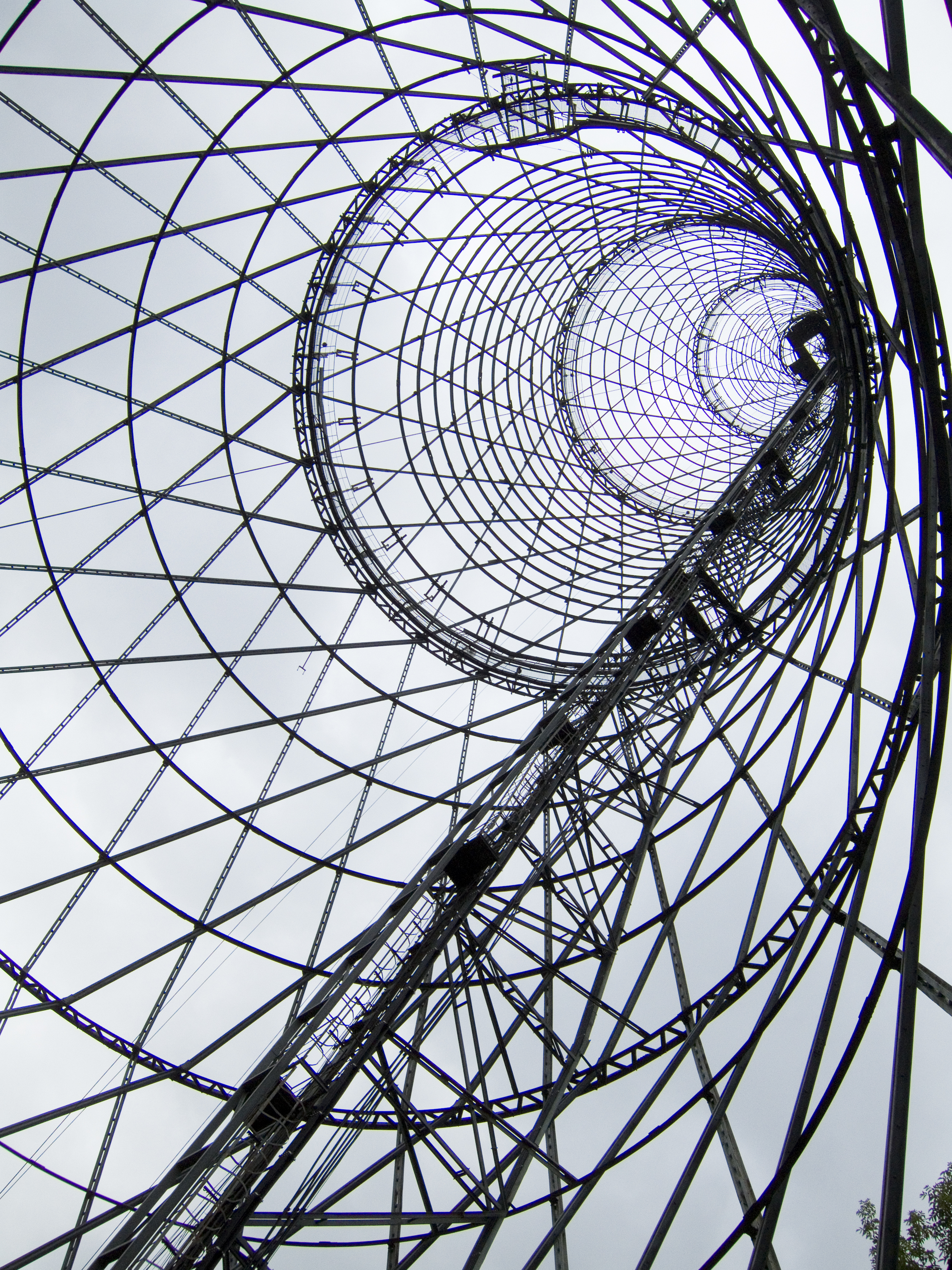
Schuchow-Radioturm, 1922
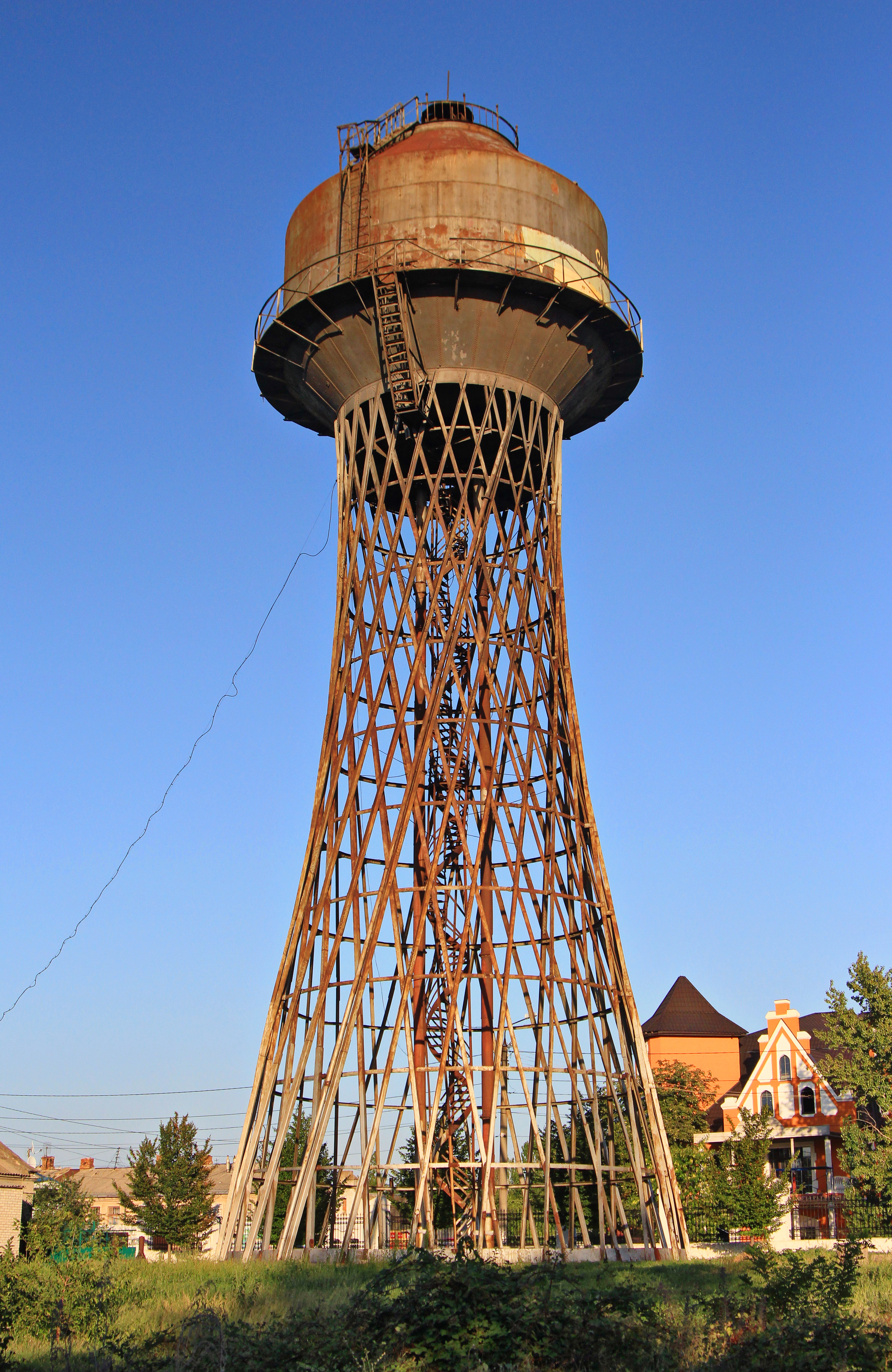
Wasserturm von Mykolajiw, 1907

## Bauten, die sich am Werk Schuchows orientieren
- 1963: Kōbe Port Tower
- 2008: Lörmecke-Turm
- 2010: Jübergturm
- 2010: Canton Tower